# Corollospora lacera
Corollospora lacera är en svampart som först beskrevs av Linder, och fick sitt nu gällande namn av Jan Kohlmeyer 1962. Corollospora lacera ingår i släktet Corollospora och familjen Halosphaeriaceae.   Inga underarter finns listade i Catalogue of Life.